# 卡斯塔尼耶
卡斯塔尼耶（法語：Castagniers，法語發音：[kastaɲe]）是法国滨海阿尔卑斯省的一个市镇，位于该省中南部，属于尼斯区。

## 地理
卡斯塔尼耶（43°47'29"N, 7°13'54"E）面积7.52 平方千米，位于法国普罗旺斯-阿尔卑斯-蓝色海岸大区滨海阿尔卑斯省，该省份为法国东南部沿海省份，南濒地中海，西南至瓦尔省，西北接上普罗旺斯阿尔卑斯省，北部和东部与意大利接壤。
与卡斯塔尼耶接壤的市镇（或旧市镇、城区）包括：阿斯普勒蒙、卡罗斯、科洛马尔、圣布莱斯、图雷特勒旺斯。

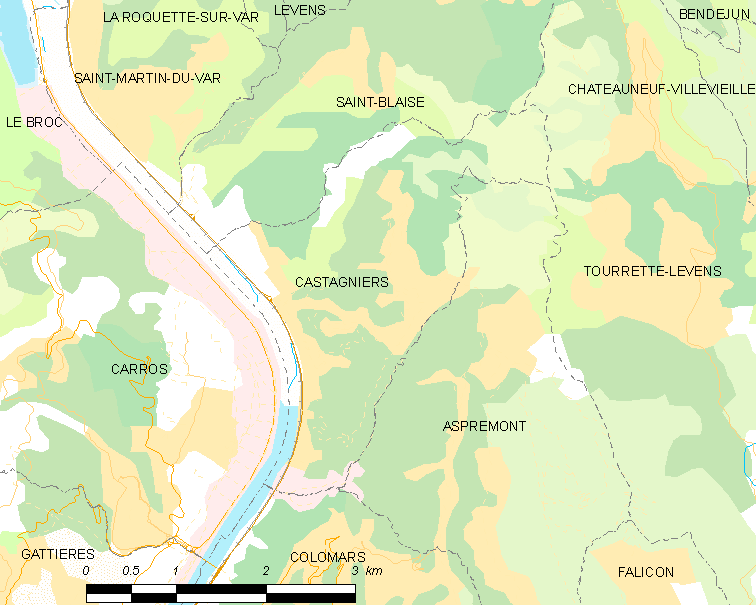
卡斯塔尼耶的OSM定位图

卡斯塔尼耶的时区为UTC+01:00、UTC+02:00（夏令时）。

## 行政
卡斯塔尼耶的邮政编码为06670，INSEE市镇编码为06034。

## 政治
卡斯塔尼耶所属的省级选区为图雷特勒旺斯县。

## 人口

1962-2008年间卡斯塔尼耶人口变化图示

卡斯塔尼耶于2022年1月1日时的人口数量为1674人。